# Leopold August Abel
Leopold August Abel (Köthen, 1718. március 24. – Ludwigslust, 1794. augusztus 25.) német karmester, zeneszerző és festőművész. Carl Friedrich Abel bátyja, Johann Leopold Abel nagyapja.